# Теорія Доу
Теорія Доу — теорія, що описує поведінку цін акцій в часі. У основі теорії лежить серія публікацій Чарльза Доу (Charles H. Dow, 1851—1902), американського журналіста, першого редактора газети «Wall Street Journal» і одного із засновників компанії «Dow Jones and Co». Вже після смерті Доу теорія була розвинута Вільямом Гамільтоном (William P. Hamilton), Чарльзом Рі (Charles Rhea) і Джорджем Шефером (George Schaefer) і названа як «теорія Доу». Сам Доу цей термін не використовував.
Теорія Доу лежить в основі технічного аналізу.

## Шість постулатів теорії Доу

### 1. Три типи трендів
Визначення тренду виглядає так: при висхідному (низхідному) тренді кожен подальший пік і кожен спад повинні бути вище (нижче) попереднього.
Згідно з теорією Доу існують три типи трендів: первинний (або довгостроковий), вторинний (або проміжний) і малий (або короткостроковий).

### 2. Кожен первинний тренд має три фази
Теорія Доу стверджує, що кожен первинний тренд складається з трьох фаз: фази накопичення, фази участі і фази реалізації. Під час першої фази найгнучкіші інвестори починають скуповувати (розпродавати) акції всупереч загальній думці ринку. Ця фаза не супроводжується сильними змінами ціни, оскільки кількість таких інвесторів достатня мала. В якийсь момент частину ринку охоплює новий тренд і за гнучких інвесторів починають наслідувати активні трейдери, що використовують технічний аналіз. Ця фаза супроводжується сильною зміною ціни. Під час третьої фази новий тренд розпізнає весь ринок і починається ажіотаж. У цей момент проникливі інвестори починають реалізовувати прибуток і закривати позиції.

### 3.Фондовий риноквраховує усі новини
Ціни акцій швидко реагують на будь-яку нову інформацію. Це стосується не тільки до фінансових і економічних показників, але і до будь-якої новини взагалі. Дане твердження теорії Доу добре узгоджується з гіпотезою ефективності ринку.

### 4.Біржові індексимають бути узгодженні
Дане твердження відноситься до промислового індексу Доу-джонса і транспортного індексу Доу-джонса. Згідно з теорією Доу, поточний тренд і сигнали до зміни тренду повинні підтверджуватися обома індексами. При цьому допускається деяка розбіжність в часі сигналів, тобто один з індексів може подати сигнал про зміну тренду раніше від іншого.

### 5. Тренди підтверджуються обсягами торгів
Доу вважав, що для розпізнавання тренду необхідно враховувати обсяги торгів. Зміна цін акцій при малому обсязі торгів може бути пояснене безліччю різних причин і не характеризує поточний тренд. Якщо ж зміна ціни відбулася на тлі великих обсягів торгів, то це відображає «реальну» думку ринку і характеризує розвиток поточного тренду або новий тренд.

### 6. Тренди діють до тих пір, поки не з'явиться однозначний сигнал про припинення
Це твердження слід розуміти таким чином: тренд має тенденцію до продовження і зміни цін, не відповідні тренду, у разі невпевненості необхідно інтерпретувати як тимчасове коректування, а не як зміну тренду.

## Аналіз
Альфред Коулз у дослідженні, опублікованому в журналі Econometrica в 1934 році, показав, що торгівля на основі редакційних рекомендацій призвела б до меншого прибутку, ніж стратегія "купуй і утримуй" з використанням добре диверсифікованого портфеля. Коулз дійшов висновку, що стратегія "купуй і тримай" приносила 15,5% річного доходу з 1902 по 1929 рік, тоді як стратегія теорії Доу приносила 12% річного доходу.
Після того, як численні дослідження підтвердили висновки Коулза протягом наступних років, багато вчених припинили вивчати теорію Доу, вважаючи, що результати Коулза є остаточними. В останні роки висновки Коулза були переглянуті. Вільям Гетцман, Стівен Браун та Алок Кумар вважають, що дослідження Коулза було неповним і що застосування теорії Доу В.П. Гамільтоном з 1902 по 1929 рік дало надлишкову дохідність, скориговану на ризик.